# Mundo del circo
Mundo do Circo (ou Monde du Cirque, Zirkuswelt) é um evento itinerante, focado nos artes circenses. Esse evento foi fundado na Suiça em 1984 por Youri Messen-Jaschin. O evento abrange todos os aspectos do circo, desde a sua base arqueológica até as mais diversas formas contemporâneas.

## Presentação
O evento dura em média entre nove a doze meses em cada cidade, proporcionando a milhares de espectadores uma variedade enorme de shows de acrobatas, malabaristas, equilibristas, faquires, comedores de fogo, palhaços, músicos, treinadores de animais, mágicos, dança contemporânea, ópera, show de luzes, desfiles de circo, mímicos, espetáculos cósmicos e shows de alta tecnologia, alem de mostrar a ciência e a física do circo. O evento recebe mais de mil artistas, tanto da Suiça como de vários outros paises, oferecendo uma variedade enorme de formas de expressão, transformando as cidades em magia e surpresas durante o ano todo.
O “Mundo do Circo" tem como missão principal abrir novas possibilidades de criação para a arte urbana. O evento oferece ao público, entre outras coisas, um interesse maior pela arte contemporânea e novas tecnologias. A ideia surgiu através do olhar pelo inreversível desenvolvimento do pensamento visual, cada vez mais presente nos vários campos do saber científico, da produção industrial e da criação visual, como tambem nas inovações industriais e culturais da comunicação.
O evento é beneficente e seu lucro é totalmente doado a projetos humanitários.

### Livros
- 1987 : Yakari, World Circus N°. 153
  - Yakari, Tout le monde du cirque à Lausanne N°. 153 ();
- 1989 : Le cirque à l'Affiche Editions Gilles Attinger - Hauterive | Suíça | ISBN 2-88256-037-0
- 1991 : Lausanne palace History and chronicles (75 years of a prestigious hotel) Presses Centrales Lausanne SA, Lausanne/Suíça ();
- Literatur - Unterhaltung () (1985 - 1989);
- 2010 : Le Cirque piste de lecture () Editora Biblioteca Municipal Genebra 2010;
- 2010 : Le Chapiteau imaginaire ()(Editora Biblioteca Genebra Carouge - Genebra);
- 2010 : A Horizontal Chinese scroll from the Yuan Dynasty (1279-1368) ()(Editor : Guy&Myriam Ullens Fundação Genebra) (ISBN 978-2-8399-0724);